# ليه روس
ليه روس (بالإنجليزية: Les Ross)‏ هو دي جيه بريطاني، ولد في 7 فبراير 1949.

## وصلات خارجية
- ليه روس على موقع ميوزك برينز (الإنجليزية)
- ليه روس على موقع ديسكوغز (الإنجليزية)